# Cobbler

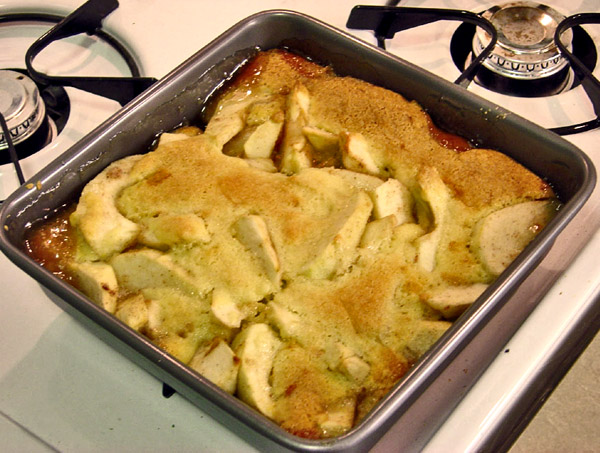
Cobbler de manzana.

El cobbler (‘zapatero’) es un plato tradicional de los Estados Unidos y el Reino Unido, si bien el significado del término difiere bastante de un país a otro. En los Estados Unidos, suele ser un postre consistente en un relleno de fruta vertido en una fuente grande para horno sobre un rebozado que sube cuando se cuece. El rebozado forma un dumpling dentro del cobbler, además de una corteza encima. En el Reino Unido suele ser un plato de carne salado, normalmente una cazuela de cordero, que se cubre con una capa parecida a un scone, formando cada uno un cobbler separado. Las versiones de fruta también son cada vez más populares en el Reino Unido, aunque conservan la cubierta de cobbler o galleta de la versión de carne, y las versiones saladas son desconocidas en los Estados Unidos.

## Variantes
En los Estados Unidos, se cuentan entre las variantes de cobbler el Betty, el Grunt (‘gruñido’), el Slump (‘depresión’), el Buckle (‘hebilla’) y el Sonker. El crisp (‘crujiente’) o crumble difiere del cobbler en que la capa superior de éste es más parecida a una galleta. Grunts, Pandowdy y Slumps son variantes de Nueva Inglaterra del cobbler, cocidas típicamente sobre el fuego en una sartén con la masa de encima con forma de dumplings; se dice que toman su nombre del sonido parecido a un gruñido que hacen mientras se cocinan. Un Buckle se hace con rebozado amarillo (como masa de pastel), con el relleno mezclado en él. El Sonker es exclusivo de Carolina del Norte, siendo una versión de base gruesa.

### Brown Betty
La variante estadounidense conocida como Betty o Brown Betty procede de la época colonial. En 1864 aparecía en la Yale Literary Magazine con brown en minúscula, lo que hacía a Betty el nombre propio. Sin embargo, en 1890 fue publicada una receta en el Practical Sanitary and Economic Cooking Adapted to Persons of Moderate and Small Means con la palabra Brown con mayúscula inicial, haciendo a Brown Betty el nombre propio. Los Brown Betties se hacen con pan rallado (o trozos de pan, o graham crackers desmenuzados) y fruta, normalmente manzana en dados, en capas alternas. Se cuecen cubiertos y tienen una consistencia parecida al pudin de pan.